# Хемотаксис
Хемотаксис — тип таксису, у якому одноклітинні еукаріоти, бактерії]] та окремі клітини багатоклітинних організмів регулюють напрямок та інші характеристики свого руху згідно з певними хімічними речовинами в оточенні. Бактерії знаходять джерело поживних речовин (наприклад глюкози), пливучи у напрямку найвищої концентрації цих молекул, або втікають від отрути (наприклад фенолу) - такі речовини називають хемоатрактантами або хеморепелентами. 
Хемотаксис є дуже важливим у процесі фагоцитозу  

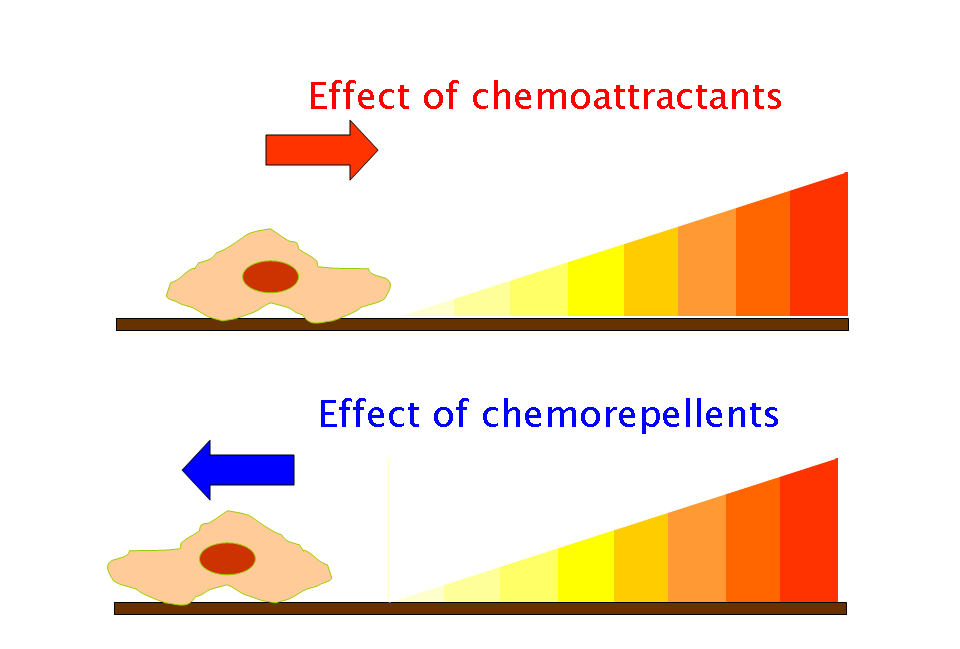

Хемоатрактанти й хеморепеленти представляють собою неорганічні або органічні речовини, наділені хемотаксис-індукторною дією у рухомих клітинах. Ці хемотаксичні ліганди створюють хемічні градієнти концентрації, і організми (прокаріотичні або еукаріотичні) переміщуються по градієнту або проти градієнту відповідно.
У багатоклітинних організмах хемотаксис критичний для розвитку та нормальної роботи більшості тканин. Крім того, механізми регуляції хемотаксису тварин можуть використовуватися раковими клітинами протягом метастазу.
Хемотаксис називається позитивним, якщо клітина рухається у напрямку збільшення концентрації хімічного сигналу, та негативним, якщо вона рухається у протилежному напрямку.
Тетрапептиди ECF-A Val-Gly-Ser-Glu (VGSE), Ala-Gly-Ser-Glu та аналог Val-Gly-Asp-Glu були вибірково хемотаксичними для людських еозінофілів у вузькому діапазоні доз, хоча еозінофіли різних індивідуумів відрізнялися по схемам «доза-відповідь». Еозинофіли мають цитотоксичну активність по відношенню до багатьох видів паразитів, зокрема гельмінтів, і відіграють важливу роль у захисті організму господаря від паразитарних інвазій.
Моноцитарний хемоатрактантний МСР-1 відноситься до класу хемотаксичних цитокінів, які викликають міграцію лейкоцитів у зону запалення. МСР-1 притягує в зону пошкодження моноцити й макрофаги, які стимулюють тубулоінтерстиціальний фіброз. 
Інозин пранобекс сприяє активізації нейтрофілів та моноцитів, посилюючи хемотаксис.  